# Gubbi Gubbi
Cet article concerne le peuple. Pour leur langue, voir gubbi gubbi. Pour la ville d'Inde, voir Gubbi. Pour le volcan d'Éthiopie, voir Hayli Gubbi.
Les Gubbi Gubbi ou Kabi Kabi sont des aborigènes d'Australie du peuple Murri (en), formant une sous-partie du groupe linguistique de la côte du sud-est du Queensland, qui s'étend de Brisbane à Gladstone.

## Nom
Comme pour la plupart des tribus aborigènes australiennes, les Gubbi Gubbi sont désignés par un doublement du mot signifiant « non » dans leur langue.
Ils sont également nommés Cabee, Carby, Carby-carbery, Dhapil, Dhipil, Dippil, Dipple, Doon-dooburra, Doondoora, Dowarburra, Dundubara, Dunduura, Gabi, Gabigabi, Gabi-Gabi, Kabbi, Kabi, Kabikabi, Kahby, Karabi, Karbi, ou Maiba.
En 1993, une partie des anciens de la tribu se réunissent et décident de modifier l'orthographe du nom de la tribu et de la langue, originellement écrit « Kabi Kabi » en « Gubbi Gubbi » afin de garantir la prononciation exacte du nom. Toutefois, une partie des membres de la tribu, ainsi que certains services gouvernementaux australiens, continuent d'utiliser l'ancienne orthographe.

## Territoire
Selon l'ethnologue John Mathew qui vécut parmi eux au début du XXe siècle, leur territoire correspond principalement au bassin du fleuve Mary, couvrant une superficie d'environ 21 000 km2.
Selon Norman Tindale, les Gubbi Gubbi étaient établis sur un territoire d'environ 3 400 km2, actuellement inclus dans la région Wide Bay-Burnett du Queensland, à l'ouest de Marybourough, correspondant à une forêt tropicale parsemée de clairières.

## Histoire depuis les premiers contacts avec les colons européens
Leur territoire est progressivement envahi à partir des années 1840 par des colons européens, et ils sont victimes, avec d'autres aborigènes, de massacres par empoisonnement (à Kilcoy Run (en) en 1842, à Whiteside Station (en) en 1847 où une cinquantaine d'entre eux auraient trouvé la mort).
Avec les Butchullas, un autre peuple aborigène du Queensland, ils opposent une forte résistance à cette colonisation, tuant 28 personnes entre 1847 et 1853. Ceci leur vaut d'être victimes d'autres tueries, en particulier en 1849-1850 à la suite de la mort de deux jeunes colons, les frères Pegg. La majeure partie des Gubbi Gubbi finit par se réfugier dans les plus importants postes colons, et la ville de Brisbane.
En 1877, une réserve est établie pour les aborigènes à Durundur Station, près de l'actuelle ville de Woodford et devient l'épicentre de la nation Gubbi Gubbi jusqu'en 1905, date de sa fermeture. Les quelque 200 Gubbi Gubbi qui y vivaient sont alors envoyés dans la réserve de Barambah, désormais la ville de Cherbourg (Queensland), créée par le Aboriginals Protection and Restriction of the Sale of Opium Act (en) voté en 1897 par le parlement du Queensland.
À la suite du vote de cette loi, les familles de Gubbi Gubbi ne vivant pas dans des réserves sont séparées et déportées dans des missions gérées par l'État du Queensland où elles sont soumises au régime qu'elle définit : les Gubbi Gubbi ne peuvent pas, sans autorisation, se marier, voyager, recevoir des visites ou simplement travailler. Le système des missions perdure jusque dans les années 1960.
En 1993, est votée par le Parlement australien la Loi sur les titres autochtones. Dès 1995, des plaintes sont déposées par des descendants des Gubbi Gubbi pour faire valoir leurs droits fonciers, reconnaître leur culture, être indemnisés et favoriser la réunion des familles dispersées, sans succès jusqu'en 2013.

## Culture

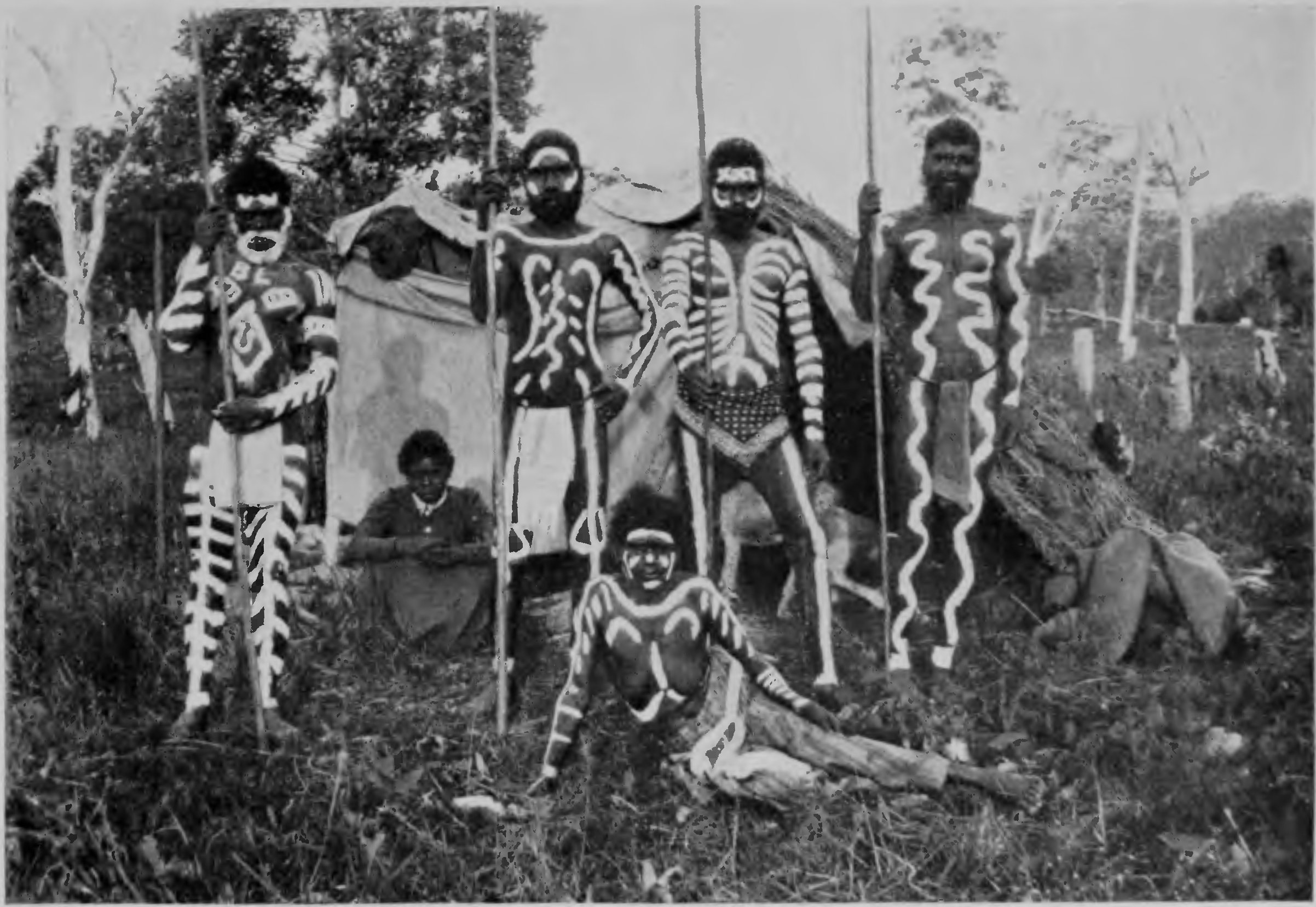
Gubbi Gubbi de Yabber (Imbil) en 1910.

John Mathew, un pasteur devenu anthropologue connu pour avoir vécu cinq ans parmi eux, a appris leur langue et décrit leur organisation sociale dans une monographie publiée en 1910. Un dictionnaire de la langue gubbi gubbi est disponible depuis 1994. Cette langue est éteinte, mais il resterait 81 locuteurs du butchulla en 2021, langue considérée par certains linguistes comme un dialecte du gubbi gubbi.
Présents en Australie depuis plus de 20 000 ans, les Gubbi Gubbi y menaient une vie semi-nomade de chasseurs, pêcheurs et cueilleurs, utilisant des harpons, des boomerangs et des bâtons de fouille fabriqués à partir de bois, de pierre ou d'os.
Les Gubbi Gubbi sont organisés en douze clans ou bora : les Dauwa, Dunga, Gigar, Kaiya, Kunyam, Kuli, Baiyam, Butyin, Witiyn, Wanggur, Kinayin et Jakalin. Ces clans, chacun localisé dans une partie différente du territoire gubbi gubbi, entretenaient entre eux des liens commerciaux et organisaient des cérémonies communes dont des mariages célébrant des alliances.
Le plus petit des clans s'est scindé en plusieurs sous-groupes, et ne veut plus être identifié en tant que Kabi Kabi. Les Kabi étaient auparavant considérés comme le groupe anthropologique le plus important du Queensland du Sud-Est[réf. nécessaire].
Le Buroinjin est un jeu gubbi gubbi, tirant son nom d'une balle confectionnée à partir de peau de kangourou, dont la pratique est recommandée dans le cadre scolaire en Australie,.
Le dieu ancestral des Gubbi Gubbi s'appelle Dhakhan (« l'arc-en-ciel »). En partie poisson et en partie serpent, vivant dans des trous d'eau profonds, il se matérialise sous forme d'arc-en-ciel lorsqu'il saute d'un trou à l'autre.

## Personnalités
Sont allégués descendre du peuple Gubbi Gubbi :
- Steve Renouf, joueur de rugby à XIII des Broncos de Brisbane.
- Arthur Beetson, ancien capitaine de l'équipe d'Australie de rugby à XIII.
- Tahj Minniecon (en), joueur de football sélectionné plusieurs fois pour l'équipe d'Australie.
- Eve Fesl (en), première aborigène à obtenir un doctorat d'une université australienne en 1989[20].
- Lance McCallum (en), élu au Parlement du Queensland en 2020.